# نسة مورغم (زيلايي)
نسة مورغم (بالفارسية: نسه مورغم) هي قرية تقع في إيران في قسم زیلایی الريفي. يقدر عدد سكانها بـ 111 نسمة بحسب إحصاء 2016.